# Ji (Peking)

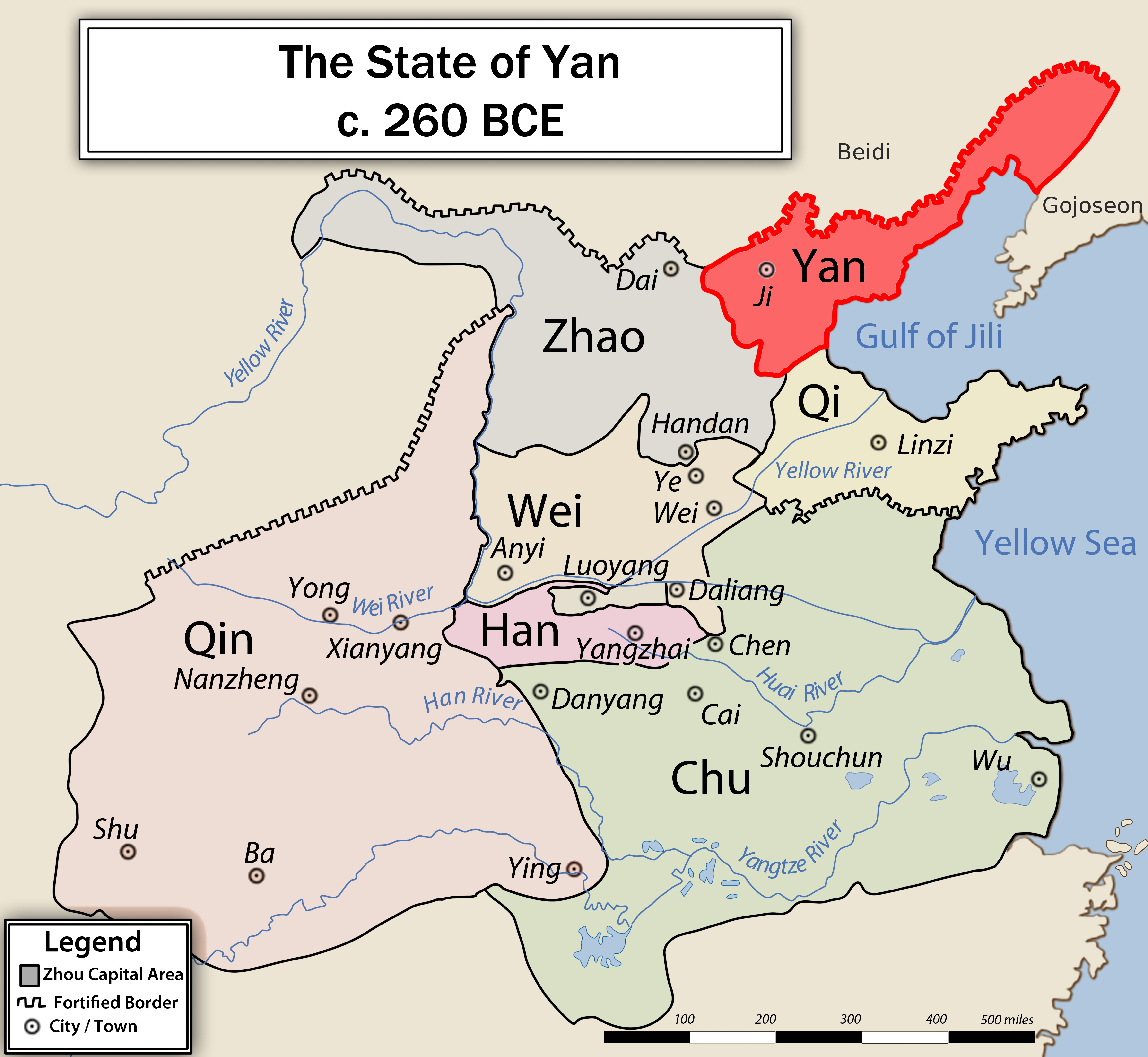
Karta över Kina vid tiden för De stridande staterna 260 f.Kr. där Ji är utmärkt som huvudstad i staten Yan.

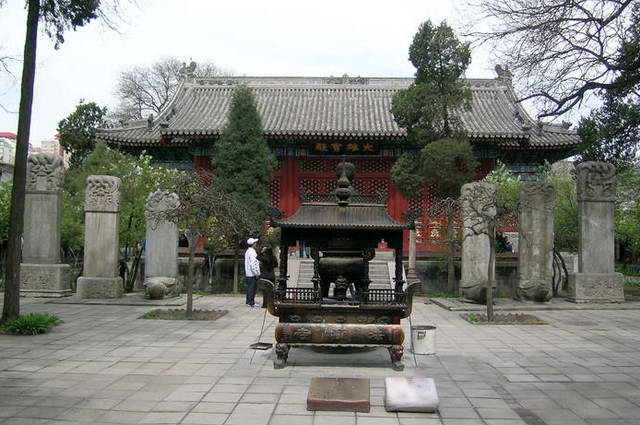
Fayuantemplet färdigställdes i sitt ursprungliga skick 696.

Ji (蓟; Jì) eller Jicheng (蓟城; Jìchéng) eller Yanjing (燕京; Yānjīng) var den kinesiska feodalstaten Yans huvudstad och ursprunget till dagens Peking.

## Historia
Ji grundades innan år 1000 f.Kr. innan bildandet av Västra Zhoudynastin. Ursprungligen var Ji huvudstad för stadsstaten Ji, men blev snart en del i feodalstaten Yan, som gradvis under Zhoudynastin blev ett självständigt rike.
Någon gång under Västra Zhoudynastin (1045 f.Kr.–770 f.Kr.) blev Ji huvudstad för Yan. Under Markis Huans regentperiod (697–691 f.Kr.) styrdes Yan från Linyi men 657 f.Kr. blev Ji åter huvudstad för Yan. Under tiden för De stridande staterna under ledning av Kung Zhao (r. 311-279 f.Kr.) kompletterades Ji med en "mellersta" och "nedre" huvudstad. Den mellersta huvudstaden Zhongdu låg ca 40 km sydväst om Ji, och den nedre huvudstaden Xiadu låg ca 100 km sydväst om Ji.
År 226 f.Kr. erövrades Ji av staten Qin och 222 f.Kr. hade Qin tagit hela Yan. När Qindynastin bildats (221 f.Kr.) blir Ji myndighetscentrum för prefekturen Guangyang. Qindynastin anlade ett stort vägnät, och Ji låg i en vägknut och blev en viktig passage mot nordöstra Kina. Under Qin Shi Huangdis fjärde inspektionsresa år 215 f.Kr. besökte han Ji.
Under Handynastin år 106 f.Kr. blir Ji administrativt centrum för provinsen Youzhou, vilket också gav staden namnet Youzhou. Under epoken de sexton kungadömena, från år 348 till 357, var Ji huvudstad för riket Tidigare Yan. År 385 erövrad riket Senare Yan området kring Ji från Tidigare Qin. Striderna orsakade stor katastrof kring staden med extrem svält och kannibalism som följd. Många byggnader i Ji brändes ner, och stor del av befolkningen flydde eller dödades, och staden avbefolkades. Under Norra Wei (386–534) återuppbyggdes Ji och stadens bevattningssystem förbättrades.
Under Suidynastin (581–618) blev Ji säte för prefekturen Zhou, och 608 förlängdes Stora kanalen upp till Ji. I samband med oroligheterna när Suidynastin föll samman blev Ji attackerad tre gånger 616 till 621 av upprorsgrupper. Den efterföljande Tangdynastin (618–907) återinförde provinssystemet, och Ji blev åter igen centralort för Youzhou. Liksom under Suidynastin var Ji en viktig militärbas för nordöstra delen av landet. Fayuantemplet, som fortfarande finns kvar idag, färdigställdes 696.

## Utförande
Den exakta layouten och placeringen av Ji är inte känd men Ji tros haft sitt centrum kring södra delen av västra Andra ringvägen king Guang'anmen i Xicheng- och Fengtai-distriktet i centrala Peking. Ett flertal arkeologiska lämningar såsom bebyggelse, brunnar, och keramik från palats daterade från Vår- och höstperioden (770 f.Kr.–481 f.Kr.) och De stridande staterna (403 f.Kr.–2211 f.Kr.) har hittats i området kring Guang'anmen. Historiska texter nämner att det fanns en kulle nordväst om staden, vilket tros vara den stora kullen vid Baiyuntemplet (白云观). Lokalisering av staden försvåras kraftigt av att området nu befinner sig i Pekings tätbebyggda centrum. Inga rester från någon stadsmur har hittats.